# Wojciech Chaładaj
Wojciech Chaładaj (ur. 28 stycznia 1981 w Łodzi) – polski chemik i himalaista, doktor habilitowany, pracownik Instytutu Chemii Organicznej PAN.

## Życiorys
Ukończył naukę w XII Liceum Ogólnokształcącym w Łodzi, a następnie studia na Uniwersytecie Warszawskim (2000–2004), realizowane w ramach kolegium Międzywydziałowych Studiów Matematyczno-Przyrodniczych. Obronił pracę magisterską po opieką naukową Janusza Jurczaka pt. „Enancjoselektywne allilowanie glioksalanów alkilowych”, a następnie odbył studia doktoranckie w Instytucie Chemii Organicznej Polskiej Akademii Nauk (2000–2008), pod kierunkiem Jurczaka, zakończone obroną pracy pt. „Modyfikacja Chiralnych Salenowych Kompleksów Chromowych i Ich Zastosowanie w Asymetrycznej Katalizie”. W 2011 odbył staż w Instytucie Badań nad Węglem im. Maxa Plancka, uzyskawszy stypendium Kolumb (FNP) odbył drugi staż Uniwersytecie Kalifornijskim w Berkley. Od 2013 pracuje w Instytucie Chemii Organicznej PAN, gdzie od 2014 roku kieruje grantem Sonata (NCN). W 2019 dokonał habilitacji w Instytucie Chemii Organicznej PAN, uzyskanej za pracę: „Reakcje obejmujące wewnątrzcząsteczkowe addycje nukleofilowe do alkinów inicjowane koordynacją kompleksu metalu przejściowego do wiązania wielokrotnego C-C”.
Był uczestnikiem, kierownikiem i organizatorem wypraw w góry wysokie, w tym na:
- Pik Lenina (Kirgistan 2003),
- Cerro El Plata(inne języki) i Aconcagua (Argentyna 2004),
- Ambareen Sar (Pakistan 2004) – pierwsze polskie wejście,
- dolina Satmaro (Pakistan 2007) – eksploracja dziewiczej doliny,
- Cordillera Apolobamba(inne języki) (Boliwia 2009)[1].

## Wyróżnienia
- Nagroda im. Aleksandra Zamojskiego (2009) przyznana przez Polskie Towarzystwo Chemiczne,
- Nagroda im. Mieczysława Mąkoszy (2016),
- Nagroda im. Wojciecha Świętosławskiego (2018) przyznana przez Polskie Towarzystwo Chemiczne,
- Nagroda im. Włodzimierza Kołosa (2018) przyznana przez Polską Akademię Nauk[1].